# 西北工業大学
西北工業大学（せいほくこうぎょうだいがく、英語: Northwestern Polytechnical University）は、陝西省にある中華人民共和国の大学である。中国の985工程、211工程、双一流の成員校である。2025年の中国大学ランキング（校友会版）において全国第14位にランクインし、中国の理工系大学ランキングでは第7位、陝西省内の大学ランキングでは第2位に位置づけられている。また、同ランキングの分類においては「研究型大学」に選定され、2025年中国研究型大学として評価されている。さらに、校友会の2025年中国大学星級ランキングにおいては最高評価となる七つ星（7★）を獲得し、「世界的に著名な高水準大学」および「中国トップクラスの大学」として位置づけられている。
1938年、北洋工学院、北平大学工学院、東北大学工学院、私立焦作工学院が統合して「国立西北工学院」が設立。1957年に「華東航空学院」と合併。1970年に「ハルビン軍事工程学院空軍工学部」と合併して現在の「西北工業大学」となった。卓越大学連盟の成員校である。

## 概要
古都西安に立地し、航空、宇宙、航海工学の教育と科学研究を同時に発展させることを特色とした、理工系を主としながらも管理学や文学、経済学、法学もバランスよく揃えた研究型・多学科のオープンな校風の科学技術大学である。宇宙飛行士を多く輩出していることで中国国内でも知られる。「985プロジェクト」及び「211プロジェクト」に選定された国家重点大学である。日本とのビジネス教育での人的交流も盛んであり渡部卓(ライフバランスマネジメント研究所代表)らが客員教授として教鞭を取っている。

## 専攻とランキング
2025年4月時点のAIRankingsの最新データによると、西北工業大学の人工知能（AI）分野における指標は世界有数の水準にある。AIRankingsは、2014年以降の研究成果に基づき、人工知能基礎（AI-General）、コンピュータビジョン（Computer Vision）、機械学習（Machine Learning）の3つの主要領域における研究実績を分析している。
その結果、中国本土からは7つの大学が世界トップ20にランクインしており、西北工業大学はAI指数（AI Index）で世界第14位、調整済み論文数（Adjusted Publications）で世界第19位に位置づけられている。
また、ランキング上位20機関のAI指数（AI Index）の1人当たり平均値においては、世界トップ5に西北工業大学、香港中文大学（ザ・チャイニーズ・ユニバーシティ・オブ・ホンコン）、中国科学院大学（ユニバーシティ・オブ・チャイニーズ・アカデミー・オブ・サイエンシズ）、南洋理工大学（ナンヤン・テクノロジカル・ユニバーシティ）、カリフォルニア大学バークレー校（UCバークレー）が並んでいる。
特に、西北工業大学の光電子・インテリジェント研究院（iOPEN）に所属する李学龍教授および聂飛平教授は、大学全体のAI Indexの40%以上に寄与しており、袁媛教授をはじめとする他の研究者らも貢献している。

2025年の校友会中国大学専攻別ランキングにおいて、西北工業大学の飛行機製造工学は全国第1位に評価された。また、「探測誘導と制御技術」「飛行機設計と工学」「飛行機製造工学」「材料科学と工学」などの専攻は、2025年中国七つ星専攻（7★）に認定され、世界的に著名な高水準専攻、および中国トップクラスの専攻として位置づけられている。
さらに、「複合材料と工学」「水中音響工学」「材料物理」「高分子材料と工学」「材料成形および制御工学」「飛行機動力工学」「機械設計製造およびその自動化」「ソフトウェア工学」「コンピュータ科学と技術」「自動化」などの専攻は、2025年中国六つ星専攻（6★）として評価され、世界レベルの高水準専攻に選出された。
また、「マイクロエレクトロメカニカルシステム（MEMS）工学」「インダストリアルエンジニアリング」「通信工学」「金属材料工学」「インダストリアルデザイン」「マイクロエレクトロニクスと工学」「電子科学と技術」「情報工学」「船舶および海洋工学」「電気工学およびその自動化」「思想政治教育」などの専攻は、2025年中国五つ星専攻（5★）として、世界的に有名な一流専攻に選出されている。
「飛行機制御と情報工学」「適航技術」「ロボティクス工学」「航空宇宙工学」「電磁場と無線技術」「モノのインターネット（IoT）工学」「情報セキュリティ」「ドイツ語」「工学管理」「メカトロニクス工学」「応用物理学」「交通工学」「工学力学」「光電子情報科学と工学」「エネルギーと動力工学」「環境科学」「プロダクトデザイン」「情報管理と情報システム」「情報と計算科学」「建築学」「英語」「マーケティング」「数学と応用数学」「化学工学と工芸」「国際経済と貿易」「土木工学」「ビジネスマネジメント」「法学」「会計学」などの専攻は、2025年中国四つ星専攻（4★）として、世界的に知られる高水準専攻に分類された。
そのほか、「航空機の環境および生命維持工学」「情報セキュリティ管理」「交通装備と制御工学」「バイオメディカルエンジニアリング」「計測制御技術と計器」「電子商取引」「統計学」「バイオテクノロジー」「電子情報工学」などの専攻は、2025年中国三星級専攻（3★）に選ばれ、中国国内で知名度があり、地域トップクラスの専攻として評価されている

## 国家重点学科
工学
（一級学科）航空化学技術
（二級学科）固形力学、機械電子工学、材料科学工学、電路とシステム、制御理論及び制御工学、計算機応用技術、水声工学、武器システム及び運用工学

## 国家重点実験室
凝固技術国家重点実験室